# Терновка (Черкасская область)
Терновка (укр. Тернівка) — село в Смелянском районе Черкасской области Украины.
Население по переписи 2001 года составляло 1128 человек. Почтовый индекс — 20733. Телефонный код — 4733.
Местный совет: 20733, Черкасская обл., Смелянский р-н, с. Терновка, ул. Ленина, 33
На околицях нинішнього села знайдено кам’яну і лучну зброю, залишки кам’яних знарядь праці та гончарного посуду, наконечники для стріл, кам’яне ядро, кілька металевих кілець для праці та ін.
В архівах збереглися відомості про історичну битву козака Івана Сірка з полковником Чорнецьким, яка відбулася 1 травня 1664 р. в Капустиній долині, де польські війська були розбиті вщент.
Капустина долина тягнеться від села Тернівка з Капустяного яру на хід до залізниці.
За переказами, село засноване наприкінці XVI ст. Навколо поселення було багато терну, тому, очевидно, село назване Тернівкою. 
До середини ХІХ ст. Тернівка належала графу Самойлову, який пізніше продав село Х.Греве. Останній передав його у володіння синам – генерал-майору Владиславу та підпоручику Олександру Греве.
У 1822 році генерал Христіан Граве на свої кошти збудував дерев’яну церкву Дмитрія Солунського, яка нині є пам’яткою архітектури початку ХІХ ст. Також на території церкви захоронена родина Х.Х. Граве.
Лаврентій Похилевич у «Сказании о населенных местностях Киевской губернии» (1864 р.) пише: «Терновка, село расположено по реке Ташлык ниже села Поповки, от которой отделяется только небольшим оврагом. Село Смелянка лежит еще ниже по Ташлыку за 3 версты. Жителей обеего пола – 859. Земли в окружной меже – 1809 десятин. Близ села есть могилы и выкапывают черепки каких-то сосудов с неразборчивыми буквами. Один из таких черепков хранится в церкви. Село принадлежит генерал-майору Владиславу и подпоручику Александру Христиановичам Греве, коих отец купил это имение у графа Самойлова.
Церковь Дмитриевская, деревянная, 7-го класса; земли имеет 38 десятин; построена 1822 года издержками покойного отца владельцев генерал-майора Христиана Граве». 
У роки Великої Вітчизняної війни загинуло 211 тернівчан і 134 пропали безвісти. 
Тернівчани пишаються своїм земляком Артеменком Іваном Тимофійовичем. Він є першим піонером Тернівської школи, радянським парламентером, підполковником у відставці. Бойова доля Івана Тимофійовича Артеменка дивовижна. Вже після війни він написав книгу спогадів «Від першого до останнього дня». Саме він склав текст ультиматуму, який за підписом представника Ставки Верховного Головнокомандування маршала Жукова і командуючих 1-м та 2-м Українським фронтами генералів армії Ватутіна і Конєва був переданий керівництву фашистського угруповання, оточеного в районі Корсунь-Шевченківського.
А 19 серпня 1945 року під ім’ям полковника Артамонова прийняв капітуляцію Квантунської армії.
Тернівська загальноосвітня школа І-ІІІ ступенів – це відомий не тільки у районі, а й за межами області навчальний заклад. Нова школа збудована в 1980 році з ініціативи директора Дардан Тамари Павлівни. Очолюючи навчальний заклад, вона створила творчий колектив однодумців, постійно дбає про розвиток самостійності та ініціативи своїх колег. Тут створено музейний комплекс. В історію школи увійшла робота учнівсько-виробничої бригади. Школа стала лабораторією передового педагогічного досвіду, вона входить у навчально-науково-виробничий комплекс «Перспектива» при Черкаському державному національному університеті ім. Богдана Хмельницького.
На території села працюють загальноосвітня школа, дитячий садок, фельдшерський пункт, Будинок культури, бібліотека, сільська рада відділення зв’язку, філія ощадного банку, приватні та кооперативні магазини, дочірнє сільськогосподарське підприємство (ДСП) «Агрокомплекс «Березняки»